# Čchien Ku
Čchien Ku (čínsky pchin-jinem Qián Gǔ, znaky zjednodušené 钱谷, tradiční 錢谷, 1508–1578) byl čínský malíř a sběratel mingského období, představitel školy Wu.

## Jména
Čchien Ku používal zdvořilostní jméno Šu-pao (čínsky pchin-jinem Shūbǎo, znaky zjednodušené 叔宝, tradiční 叔寶) a pseudonym Čching-š’ (čínsky pchin-jinem Qìngshì, znaky 磬室).

## Život a dílo

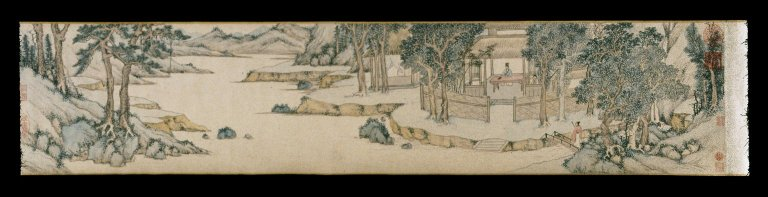
Čchien Ku, Krajina, 1556, Brooklynské muzeum, New York

Čchien Ku pocházel z okresu Čchang-čou v prefektuře Su-čou (dnes v provincii Ťiang-su), byl žákem Wen Čeng-minga a tedy představitelem školy Wu a literátského malířství sučouského regionu. Maloval krajiny i květiny a ptáky, věnoval se sbírání a vydávání knih, i kaligrafii.